# Tibellus tenellus
Tibellus tenellus är en spindelart som först beskrevs av Ludwig Carl Christian Koch 1876.  Tibellus tenellus ingår i släktet Tibellus och familjen snabblöparspindlar. Inga underarter finns listade i Catalogue of Life.